# La Lande-Saint-Léger
La Lande-Saint-Léger ist eine französische Gemeinde mit 404 Einwohnern (Stand: 1. Januar 2022) im Département Eure in der Region Normandie. Sie gehört zum Arrondissement Bernay und ist Teil des Kantons Beuzeville. Die Einwohner werden Landais genannt.

## Geografie
La Lande-Saint-Léger liegt etwa 30 Kilometer südsüdöstlich von Le Havre im Lieuvin. Umgeben wird La Lande-Saint-Léger von den Nachbargemeinden Beuzeville im Norden, Martainville im Osten, Bonneville-la-Louvet im Süden und Südosten sowie Saint-André-d’Hébertot im Westen.

## Bevölkerungsentwicklung
| 1962                      | 1968 | 1975 | 1982 | 1990 | 1999 | 2006 | 2013 |
| ------------------------- | ---- | ---- | ---- | ---- | ---- | ---- | ---- |
| 179                       | 222  | 198  | 164  | 201  | 208  | 269  | 322  |
| Quelle: Cassini und INSEE |      |      |      |      |      |      |      |

## Sehenswürdigkeiten
- Kirche Saint-Léger aus dem 12. Jahrhundert in Saint-Léger-sur-Bonneville
- Kirche Saint-Pierre aus dem 12. Jahrhundert in La Lande
- Pfarrhaus aus dem 19. Jahrhundert
- Herrenhaus von Saint-Léger aus dem 17. Jahrhundert, Monument historique seit 1967

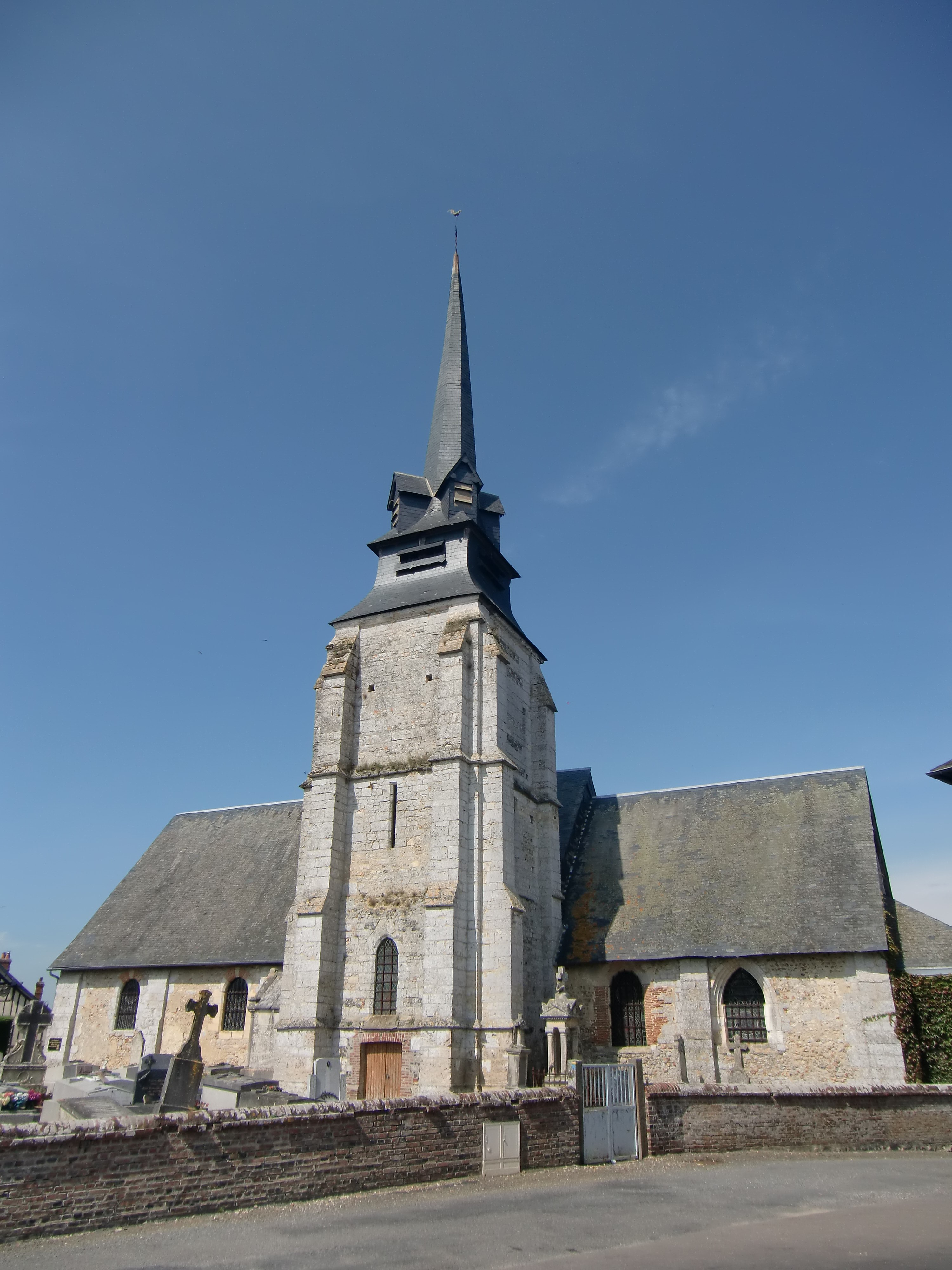
Kirche Saint-Léger